# Walter Müller-Wulckow

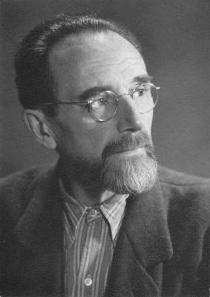
Walter Müller-Wulckow um 1950

Walter Lothar Müller-Wulckow, bis 1907 Walter Müller-Dienst, (* 18. März 1886 in Breslau; † 18. August 1964 in Oldenburg (Oldb)) war ein deutscher Kunsthistoriker und Gründungsdirektor des Landesmuseums für Kunst und Kulturgeschichte Oldenburg.

## Leben
Geboren als Sohn eines Breslauer Kaufmanns bzw. gelernten Chirurgen und dessen Wirtschafterin, wuchs Walter Müller-Dienst (vom Vater 1893 legitimiert) in Dresden und Frankfurt am Main auf. Dem Abitur am Wöhler-Gymnasium folgte ein mehrjähriges Studium der Kunstgeschichte, Archäologie und Philosophie an den Universitäten Heidelberg, Berlin, München und Straßburg.
1907 heiratete er und nannte er sich fortan unter Einbeziehung des Geburtsnamens seiner Frau „Müller-Wulckow“. 1911 wurde Walter Müller-Wulckow in Straßburg bei Georg Dehio im Fach Kunstgeschichte mit einer Arbeit über den Bildaufbau deutscher Grafik im Spätmittelalter promoviert. Sein bevorzugtes Interesse galt schon damals zeitgenössischer Malerei und dem Kunstgewerbe, denen er lebenslang verbunden bleiben sollte. Durch den Tod seines von den Pariser Rothschilds alimentierten Vaters kam Müller-Wulckow 1910 in den Genuss eines beträchtlichen Erbes, das ihm mehrere Jahre lang erlaubte, gezielt zeitgenössische Kunst zu sammeln. Kasimir Edschmid zufolge war er „einer der ersten Sammler mit Scharfblick, der schon während des Krieges Kirchner, Nolde und seine Freunde kaufte“. Von Militär- und Kriegsdienst befreit, war Müller-Wulckow 1917 bis 1919 Assistent am Städelschen Kunstinstitut in Frankfurt. Als Begründer der Frankfurter Vereinigung für Neue Kunst, als Mitglied im Deutschen Werkbund sowie im Bund Deutscher Architekten (BDA) sah er seine Aufgabe in der Vermittlungsarbeit für moderne Kunst, Architektur und Design unter nachdrücklicher Betonung ihrer stilgeschichtlichen Wurzeln. Müller-Wulckow arbeitete als freier Mitarbeiter für die Frankfurter Zeitung (1911–1927) und schrieb für zahlreiche Architektur- und Kunstzeitschriften sowie ab 1921 für die Oldenburger Nachrichten für Stadt und Land, die Oldenburgische Landeszeitung, die Oldenburgische Staatszeitung und die Nordwest-Zeitung.
Seit 1916 plante Müller-Wulckow die Herausgabe einer umfangreichen Darstellung der zeitgenössischen Architektur, die von 1925 bis 1930 in vier illustrierten Bänden der Reihe Die Blauen Bücher im Verlag Langewiesche erschien.

### Oldenburger Zeit als Museumsdirektor (1921–1951)
1921 wurde Walter Müller-Wulckow Direktor am Oldenburger Landesgewerbemuseum. Dessen seit mehreren Jahren magazinierte Bestände sollten im Oldenburger Schloss, ergänzt um die Staatliche Gemäldesammlung und weitere Teilsammlungen, neu aufgestellt werden. So entstand das am 27. Februar 1923 eröffnete Niedersächsisches Landesmuseum für Kunst und Kulturgeschichte in Oldenburg. Basierend auf den Vorarbeiten seines 1915 gefallenen Amtsvorgängers Theodor Raspe und des Baurats Adolf Rauchheld ordnete Müller-Wulckow das Ausstellungsgut in chronologisch und ethnografisch orientierten „Stimmungsräumen“ an, was ihm 1923 heftige Kritik von Max Sauerlandt eintrug. Dennoch blieb das wissenschaftlich umstrittene, jedoch in Oldenburg beliebte Ausstellungskonzept bis 1990 gut erkennbar erhalten.
Ab 1923 konnte sich Müller-Wulckow wieder stärker der Gegenwartskunst zuwenden. Gemeinsam mit der Vereinigung für junge Kunst organisierte er Vortragsveranstaltungen mit maßgeblichen Architekten und Literaten. Bertolt Brecht (1927), Alfred Döblin, Erich Kästner, Walter Gropius, Erich Mendelsohn (alle 1928) und viele andere sprachen damals im Oldenburger Schlosssaal. Norddeutsche Künstler wie Paula Modersohn-Becker (1925), Franz Radziwill, Emil Nolde (beide 1925) und Karl Schmidt-Rottluff (1926), aber auch Paul Klee (1926) wurden in Ausstellungen vorgestellt. Entsprechend dem Verständnis seiner Zeit sah Müller-Wulckow sich als „Lehrer für den guten Geschmack“, dessen Kriterien er letztlich selbst festlegte. Müller-Wulckow gehörte überdies zu den ersten Museumsleitern, die Fotografie als Kunstform wahrnahmen und 1929 Werke von Aenne Biermann und Albert Renger-Patzsch ausstellten. Museumsarbeit mit Kindern war ihm ein besonderes Anliegen, auch da er das Museum bereits als Bildungsstätte verstand.
1922 gehörte er zu den Gründungsmitgliedern des Niederdeutschen Verbandes für Volks- und Heimatkunde (heute für Volks- und Altertumskunde), der die kulturhistorischen Museen Norddeutschlands zusammenfasste, als deren Interessenvertretung gegenüber den damals höher bewerteten Kunstmuseen.
Sein Engagement für die Moderne brachte den Museumsdirektor frühzeitig in Konflikt mit den seit 1932 in Oldenburg regierenden Nationalsozialisten. 1933 sollte er entlassen und durch seinen Assistenten Werner Meinhof ersetzt werden, was jedoch auf Grund eines Personalwechsels im Ministerium für Kirchen, Schulen und Justiz unterblieb. Meinhof ersetzte stattdessen seine Oldenburger Vorgängerin Johanna Stirnemann, die mittlerweile die erste weibliche Museumsleiterin in Jena geworden war. Politisch dachte Müller-Wulckow durchaus „völkisch“. Er war seit Mai 1933 förderndes Mitglied der SS, am 15. November 1939 beantragte er die Aufnahme in die NSDAP und wurde zum 1. März 1940 aufgenommen (Mitgliedsnummer 7.539.031). Er diente sich dem neuen Regime vor allem mit Worten an. Sein Kunstverständnis trennte ihn freilich von den Nationalsozialisten. So empfand er 1937 die Beschlagnahmung von insgesamt 103 als „entartet“ geltenden Kunstwerken als großen Aderlass für sein Museum. Einige Werke – so will es die Legende – soll er versteckt und durch „Inventarisationswirrwarr“ getarnt haben. Nach dem Ende des Zweiten Weltkriegs gehörte Walter Müller-Wulckow zu den wenigen deutschen Museumsdirektoren, die sich auf Grund ihres frühen Engagements für die moderne Kunst unbeschadet in die neue Zeit hinüberretten konnten. Nach Erreichen der Altersgrenze ging Müller-Wulckow im März 1951 in den Ruhestand. Nach seiner Pensionierung lebte er zurückgezogen und arbeitete auf Gebieten, denen sein spezielles Interesse galt, so etwa der Möbel des norddeutschen Raumes.

### Familie
Walter Müller-Wulckow war dreimal verheiratet und hatte aus erster und zweiter Ehe je einen Sohn. Persönliche Beziehungen unterhielt er zeitweilig zu Johanna Hofmann-Stirnemann, Assistentin am Landesmuseum (1927–1929) und später Direktorin des Stadtmuseums Jena (1930–1935), sowie zu der Lohner Künstlerin Luzie Uptmoor.

### Trivia
In Georg von der Vrings Erzählung „Die Puppen“ von 1937 diente Walter Müller-Wulckow alias Dr. Düvelius als Vorbild für einen im Landgebiet sammelnden Museumsdirektor.

## Schriften
Ein Schriftenverzeichnis Müller-Wulckows wurde zusammengestellt von Ludwig Schreiner, später ergänzt und fortgesetzt von Peter Reindl, Rainer Stamm und Carolin Krämer. Es findet sich im Oldenburger Jahrbuch, Band 113 (2013), S. 157–176.
- Die Konstruktion der Bildarchitekturen in der deutschen Graphik des 15. Jahrhunderts. (Dissertation von 1911) A. Osterrieth, Frankfurt am Main 1914.
- Kleiner Führer durch das Landesmuseum zu Oldenburg i. O. Oldenburg 1922.
- Bauten der Arbeit und des Verkehrs. (= Die Blauen Bücher) 1. Auflage, Langewiesche, Königstein im Taunus 1925. (3. Auflage 1926, Reprints 1975 und 1999)
- Wohnbauten und Siedlungen. (= Die Blauen Bücher) 1. Auflage, Langewiesche, Königstein im Taunus 1928. (2. Auflage 1929, Reprints 1975 und 1999)
- Bauten der Gemeinschaft. (= DIe Blauen Bücher) 1. Auflage, Langewiesche, Königstein im Taunus 1928. (2. Auflage 1929, Reprints 1975 und 1999)
- Die deutsche Wohnung der Gegenwart. (= Die Blauen Bücher) 1. Auflage, Langewiesche, Königstein im Taunus 1930. (2. Auflage 1932, Reprints 1975 und 1999)
- Wilhelm-Tischbein-Gedächtnis-Ausstellung. (Katalog zur Ausstellung im Landesmuseum Oldenburg) Oldenburg 1930.
- Oldenburgisches Landesmuseum. Führer durch das Kunsthandwerk und die heimatlichen Altertümer anhand der Neuerwerbungen. Verlag Gerhard Stalling, Oldenburg 1938.
- Der Oldenburger Maler Professor Bernhard Winter. Sein Werdegang und sein Schaffen. Oldenburg 1942.

## Archivalien
Der schriftliche Nachlass von Walter Müller-Wulckow umfasst rund 14 laufende Meter und befindet sich seit 2001 im Landesmuseum für Kunst und Kulturgeschichte Oldenburg. Der in 176 Konvoluten vereinigte Bestand wird nach Bandnummern zitiert, z. B. Landesmuseum für Kunst und Kulturgeschichte Oldenburg, Nachlass Müller-Wulckow, Akte 40.